# Praieiro (álbum)
Praieiro é o terceiro álbum de estúdio da banda brasileira de rock Selvagens à Procura de Lei, lançado em 1 de março de 2016 independentemente.
Anteriormente ao lançamento do disco, a banda anunciou uma campanha de financiamento coletivo Catarse para gastos referentes à produção, e anunciou que o disco conteria onze faixas, produzidas por David Corcos.
Durante este período, a banda também lançou o single "Bem-vindo ao Brasil", como crítica ao "complexo de vira lata" de grande parte da população brasileira.
O álbum reflete um espírito saudosista que a banda tinha na época referente à sua terra natal Morando em São Paulo, cidade muito diferente de Fortaleza, os integrantes sentiram a necessidade de retornar de forma musical e onírica. Porém Rafael também imagina o Praieiro como um disco sobre o seu tempo de estadia na capital Paulista.
Sobre a sonoridade do disco, Rafael Martins conta "A gente ta agora investindo mais em tocar despreocupado com questões sonoras, sem efeitos. O público também vai sentir uma pegada mais dançante. Tudo foi feito em cima do groove, do ritmo, do refrão, das vozes. É um estilo que a gente conseguiu chegar depois de ouvir várias referências. O "Praieiro" também vem com uma participação de músicos que não tinha antes, na gaita, percussão e nos metais. Até então, tudo se resolvia entre nós quatro."

## Faixas
| N.º            | Título                | Compositor(es)                                   | Duração |  |
| 1.             | "Dois de Fevereiro"   | Gabriel Aragão                                   | 3:22    |  |
| 2.             | "Sangue Bom"          | Gabriel Aragão, Rafael Martins                   | 3:02    |  |
| 3.             | "Tarde Livre"         | Caio Evangelista, Rafael Martins                 | 3:45    |  |
| 4.             | "Felina"              | Gabriel Aragão, Rafael Martins                   | 2:46    |  |
| 5.             | "O Que Será o Amanhã" | Nicholas Magalhães, Rafael Martins               | 2:59    |  |
| 6.             | "Praieiro"            | Gabriel Aragão                                   | 3:05    |  |
| 7.             | "Lua Branca"          | Caio Evangelista, Rafael Martins                 | 3:05    |  |
| 8.             | "Guetos Urbanos"      | Rafael Martins                                   | 4:28    |  |
| 9.             | "Bastidores"          | Caio Evangelista, Gabriel Aragão, Rafael Martins | 2:39    |  |
| 10.            | "O Amor É um Rock 2"  | Gabriel Aragão                                   | 2:57    |  |
| 11.            | "Projeto de Vida"     | Nicholas Magalhães                               | 4:42    |  |
| Duração total: | Duração total:        | Duração total:                                   | 37:00   |  |